# كلاي رو
كلاي رو (بالإنجليزية: Clay Roe)‏ هو لاعب كرة قاعدة أمريكي، ولد في 7 يناير 1904 في غرينبرير في الولايات المتحدة، وتوفي في 4 أبريل 1956 في كليفلاند في الولايات المتحدة.